# Naomi Mataʻafa
Fiame Naomi Mataʻafa (Apia, 29 de abril de 1957) é uma política de Samoa e Alta Chefe Matai que se tornou líder do partido Fa'atuatua i le Atua Samoa ua Tasi (FAST) em março de 2021. Desde 24 de maio de 2021, ela tem sido uma das requerentes rivais ao cargo de Primeiro-ministro de Samoa, junto com Tuila'epa Sailele Malielegaoi. Ela foi a primeira mulher ministra do Gabinete de Samoa e de 2016 a 2020, foi a primeira vice-primeira-ministra de Samoa. Mataʻafa é ex-membro do Partido da Proteção dos Direitos Humanos.
Em 24 de maio de 2021 Mata'afa prestou juramento como primeira-ministra de Samoa, enquanto o titular, Tuilaepa Aiono Sailele Malielegaoi, continuou a recusar-se a reconhecer a legitimidade da nova administração. No entanto, no mesmo dia, os Estados Federados da Micronésia tornaram-se o primeiro governo estrangeiro a estender formalmente o seu reconhecimento ao ministério. Em 27 de maio Palau tornou-se a segunda nação a reconhecê-la formalmente como primeira-ministra. Enquanto isso, as Ilhas Marshall deram reconhecimento implícito a Mata'afa, através da declaração de David W. Panuelo.

## Prêmios
É uma das 100 Mulheres da lista da BBC de 2021.